# Holzhau
Holzhau ist seit 1994 ein Ortsteil der Gemeinde Rechenberg-Bienenmühle im Osterzgebirge.

## Geographische Lage

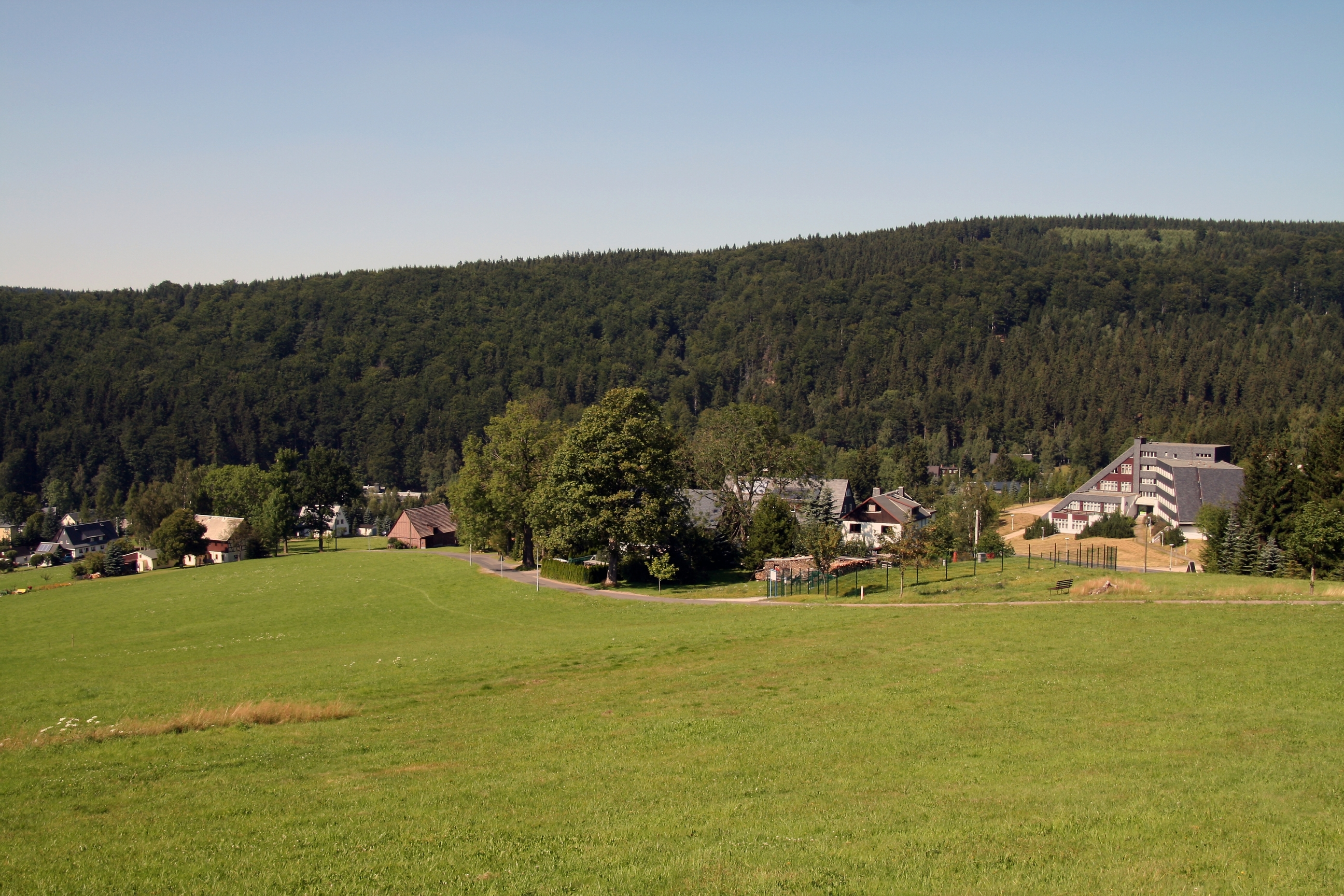
Blick auf den Ort

Der Ort liegt im Naturpark Erzgebirge/Vogtland im Tal der Freiberger Mulde und ihres Zuflusses Bitterbach unweit der Grenze zu Tschechien. Die Steinkuppe (806 m) im Südosten und der Drachenkopf (805 m) im Nordosten sind die dritt- und vierthöchsten Erhebungen im Landkreis Mittelsachsen. Durch den Ort führte die grenzüberschreitende Bahnstrecke Nossen–Moldau, die seit 1972 hier endet.

## Geschichte

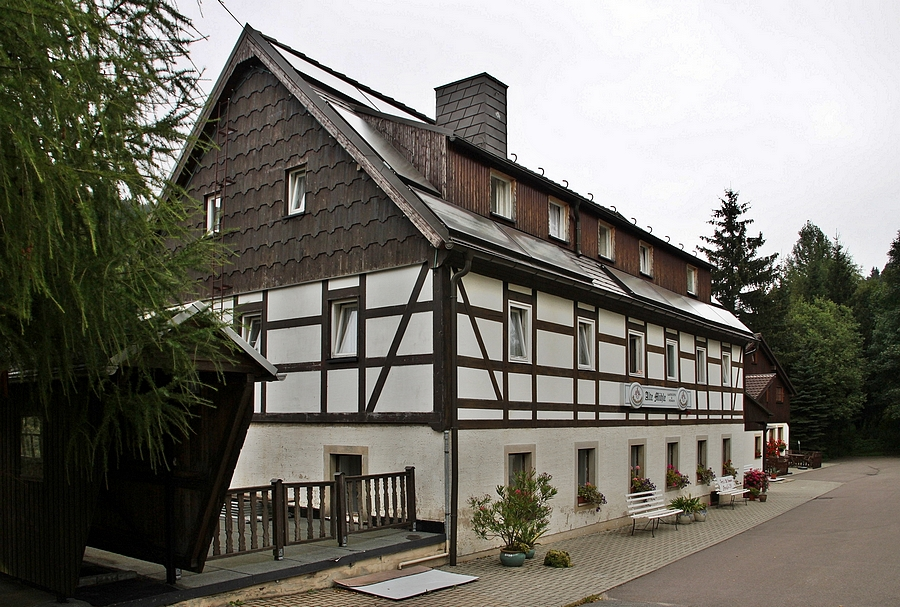
Blick auf die 1805 erbaute „Alte Mühle“

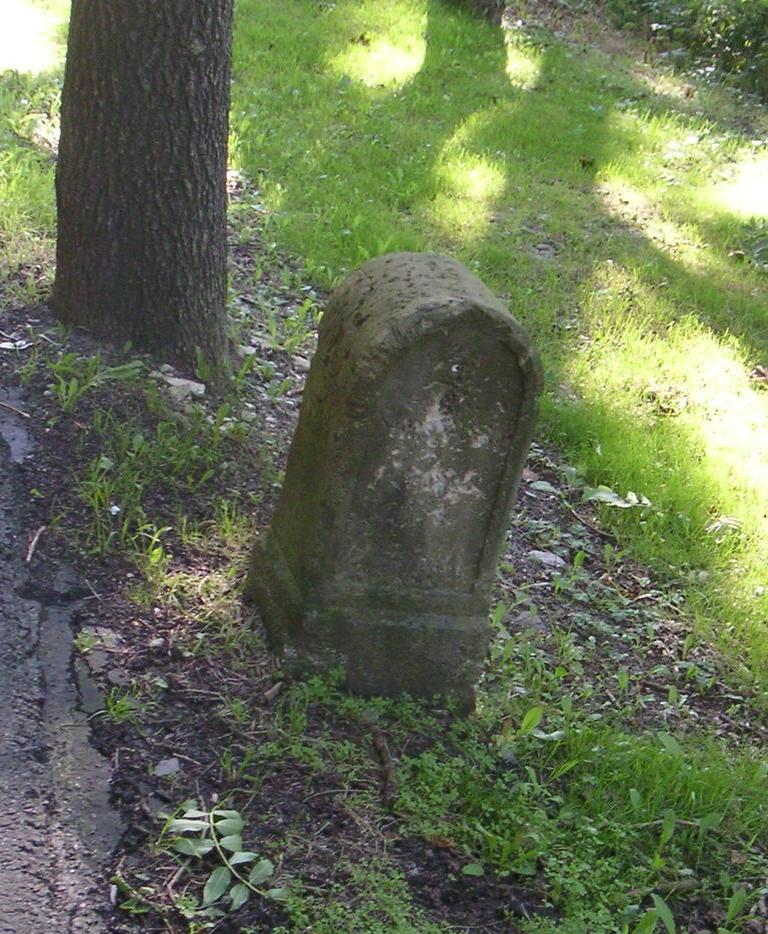
Königlich-sächsischer Halbmeilenstein an der Muldentalstraße

Die durch den Ort fließende Mulde wurde bereits 1438 zum Flößen von Holz genutzt, das für den Bergbau in Freiberg und Umgebung dringend benötigt wurde. Neben Brenn- und Grubenholz wurde die durch Köhler hergestellte Holzkohle für den Betrieb der Eisen-, Schmelz- und Seigerhütten benötigt. Bergbau wurde hingegen in Holzhau und Umgebung kaum betrieben. Der Abbau von Eisenstein wurde nach kurzer Zeit wieder eingestellt.
Am 8. Juli 1534 kaufte Herzog Georg von Sachsen von Caspar von Purschenstein das damals bereits nach Rechenberg gehörige Waldgebiet im Bereich des späteren Ortes Holzhau an der Böhmischen Straße. Der Wettiner ließ gleichzeitig auch die Freiberger Mulde wieder zum Holzflößen herrichten. Der erworbene Wald (später Fischerwald genannt) wurde größtenteils gerodet und das Holz abgeflößt. Bereits 1536 gestatteten die Herren von Schönberg als Grundherren den Einschlägern des Holzes (= Holzfällern) die Ansiedlung auf dem Rodeland, der Holzhawe. Es entstand ein einreihiges Waldhufendorf, in dem 1551 bereits 24 besessene Mann und 33 Inwohner lebten. Der Ort gehörte zunächst zum Rittergut Frauenstein und wurde im 17. Jahrhundert dem kursächsischen Amt Frauenstein im Erzgebirgischen Kreis zugeschlagen.
Der Haupterwerb der Siedler war die Forstwirtschaft und das Flößen. Bis in das letzte Drittel des 19. Jahrhunderts wurde das Holz hinunter nach Freiberg geflößt. Dazu waren unterwegs mehrere Teiche für Zwischenhalte und zum Hochwasserschutz angelegt worden, die heute teilweise noch vorhanden sind. Auf einen dieser Teiche ist auch der Name des Ortsteils Teichhaus zurückzuführen.
1790 standen 52 Häuser im Ort, die Frondienste der Einwohner waren damals in Rechenberg zu leisten, bevor sie im 19. Jahrhundert abgelöst wurden. In Oberholzhau bestand ein sächsisches Zollamt für den am Betteleck nach Böhmen führenden Ossegger Steig.
Durch den Eisenbahnbau im 19. Jahrhundert kamen zahlreiche Sommerfrischler in den Ort. Richters Sommerfrische und Fischers Gasthaus, beide direkt am Wald gelegen, lockten zahlreiche Urlauber an. In den 1930er Jahren kamen durch die Bewegung „Kraft durch Freude“ weitere Unterkunftshäuser hinzu und auch in der DDR-Zeit entstanden mehrere FDGB- und Betriebsferienheime in Holzhau. Unmittelbar nach 1990 sanken die Touristenzahlen, was zum bis heute anhaltenden Verfall einiger Ferienheime führte. Mehrere grenzüberschreitende Wanderwege und Loipen sowie zwei Skilifte können heute touristisch genutzt werden. Straßengrenzübergange befinden sich in Neurehefeld und in Deutschgeorgenthal. Der Ort ist ferner Endpunkt des Muldentalradwanderweges.
1994 gab die bis dahin selbständige Gemeinde Holzhau ihre Selbständigkeit auf und wurde nach Rechenberg-Bienenmühle eingemeindet.

## Entwicklung der Einwohnerzahl
| Jahr | Einwohnerzahl                             |
| ---- | ----------------------------------------- |
| 1551 | 24 besessene Mann, 33 Inwohner            |
| 1764 | 26 besessene Mann, 12 Gärtner, 12 ¾ Hufen |
| 1834 | 378                                       |
| 1871 | 406                                       |

| Jahr | Einwohnerzahl |
| ---- | ------------- |
| 1890 | 412           |
| 1910 | 411           |
| 1925 | 378           |
| 1939 | 461           |

| Jahr | Einwohnerzahl |
| ---- | ------------- |
| 1946 | 664           |
| 1950 | 677           |
| 1964 | 522           |
| 1990 | 501           |

## Verkehr

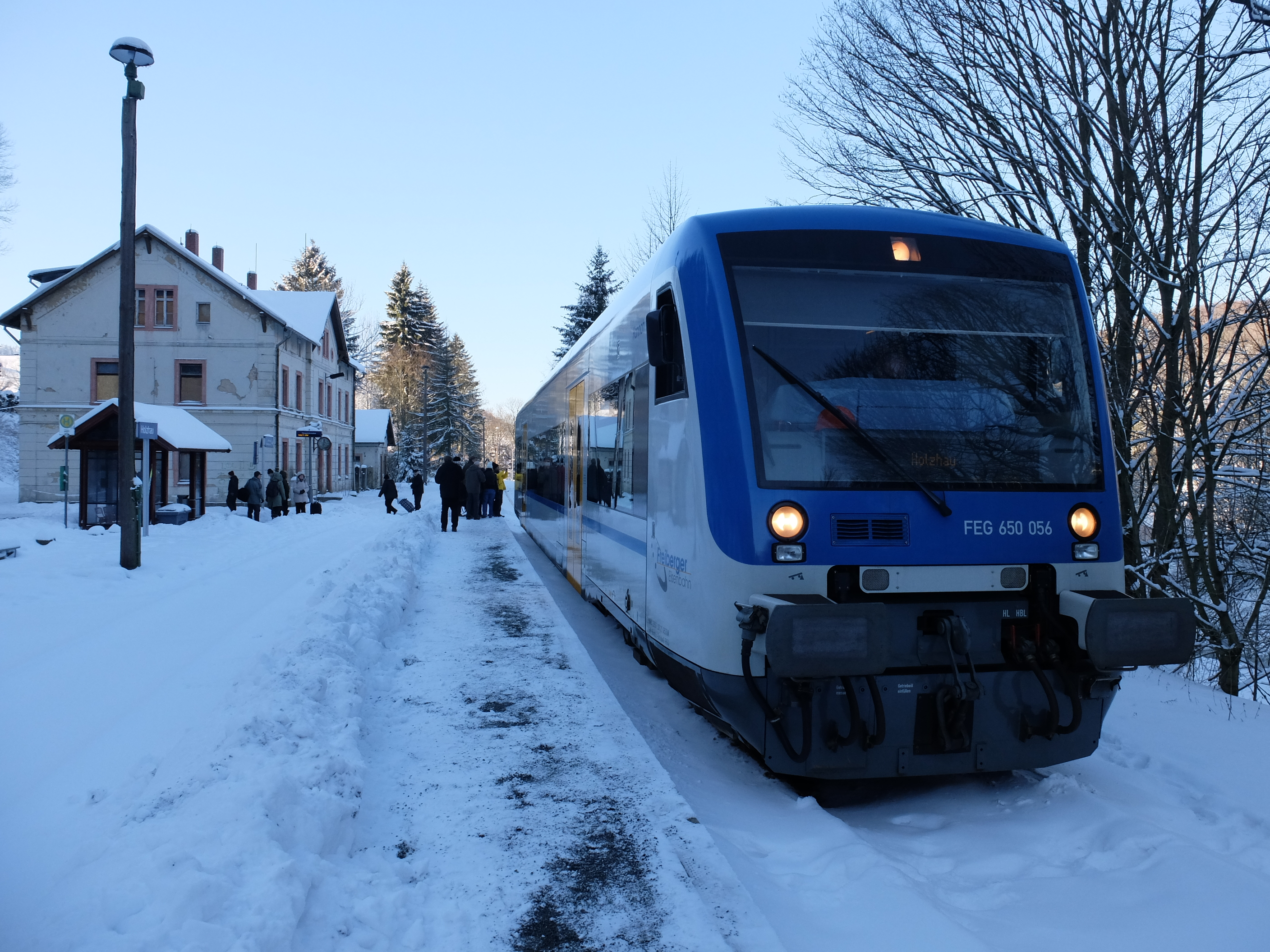
FEG 650 056 im Bahnhof Holzhau

Der Anschluss an das Straßennetz erfolgt durch die Staatsstraße S 185, die Holzhau mit Rechenberg-Bienenmühle sowie mit Neuhermsdorf verbindet.
Der Busverkehr wird durch die REGIOBUS Mittelsachsen GmbH abgewickelt. Buslinien verbinden Holzhau mit Freiberg und Neuhausen/Erzgeb. (Stand Juli 2013).
Holzhau ist Endpunkt der 1885 für den Personenverkehr eröffneten Bahnstrecke Freiberg–Holzhau. Die ursprünglich bis ins böhmische Moldava (Moldau) führende Bahn endet seit 1972 in Holzhau. Neben dem Endpunkt Holzhau wird im Gemeindegebiet auch der Haltepunkt Holzhau Skilift bedient. Die Strecke wird von der Freiberger Eisenbahn betrieben.